# Osvaldo Dorticós Torrado
Osvaldo Dorticós Torrado (Cienfuegos, 17 aprile 1919 – L'Avana, 23 giugno 1983) è stato un politico cubano.
Presidente di Cuba dal 17 luglio 1959 al 2 dicembre 1976, venne sostituito in tale carica da Fidel Castro che anche in precedenza, pur avendo il titolo di Primo ministro, gestiva effettivamente il potere.
Avvocato benestante, entrò nel Movimento 26 luglio ed appoggiò il líder maximo nei suoi tentativi rivoluzionari, venendo per questo arrestato nel 1958. Scappato di prigione si recò in Messico, salvo poi tornare a Cuba nel 1959, poco dopo il trionfo di Castro. Nello stesso anno divenne dapprima Ministro della Giustizia (ed ebbe un ruolo importante nella creazione di una polizia cubana) e presidente al posto del più conservatore Manuel Urrutia.
Preparato e competente, Dorticós Torrado ebbe una notevole ascendente tra la popolazione cubana, secondo solamente a quello dello stesso Castro. Nel 1976, nel quadro di una riforma governativa, Fidel Castro divenne Presidente e Dorticós fu nominato membro del Consiglio di Stato.
Depresso per la morte della moglie e affetto da una grave malattia, morì suicida nel 1983 all'età di 64 anni sparandosi un colpo di arma da fuoco.